# Ceratocystis pinicola
Ceratocystis pinicola är en svampart som beskrevs av T.C. Harr. & M.J. Wingf. 1999. Ceratocystis pinicola ingår i släktet Ceratocystis och familjen Ceratocystidaceae.   Inga underarter finns listade i Catalogue of Life.